# Botanischer Garten der Ruhr-Universität Bochum
Der Botanische Garten der Ruhr-Universität Bochum (RUB) liegt im waldreichen Gebiet des Stadtteils Bochum-Querenburg. Nördlich grenzt er direkt an die Ruhr-Universität Bochum. Östlich erhebt sich der Kalwes, südlich des sanft abfallenden Gartengeländes liegen das Lottental und der Kemnader See.

## Geschichte

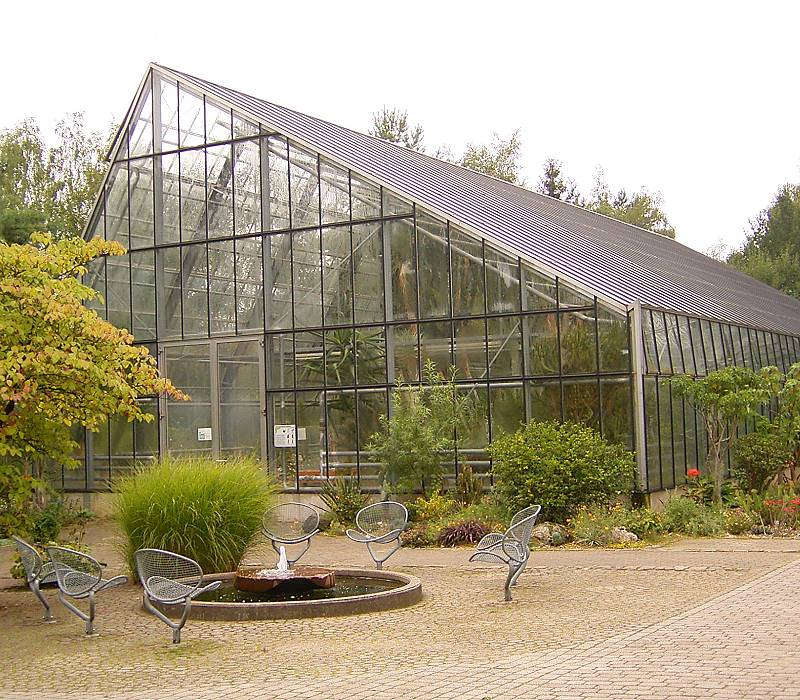
Das Wüstenhaus von außen

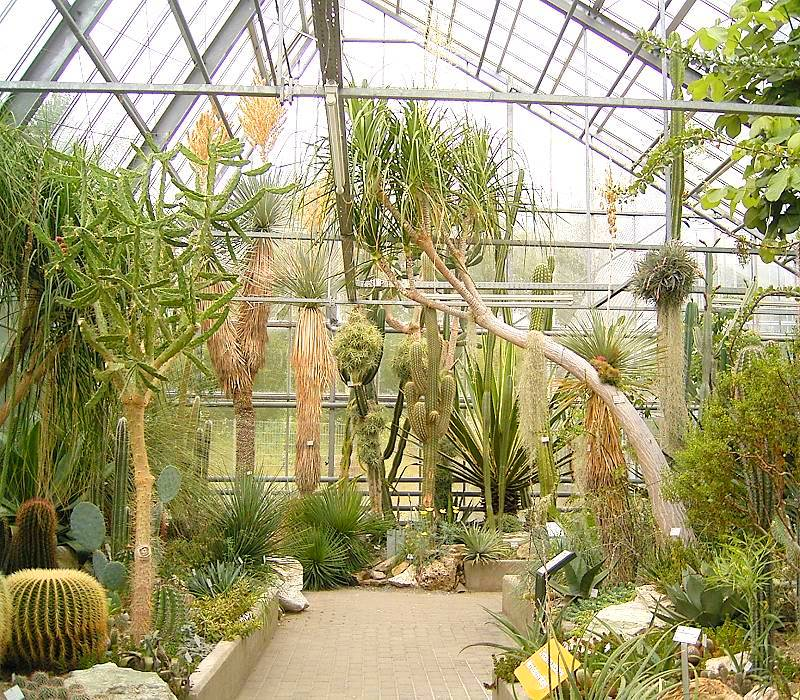
Im Wüstenhaus

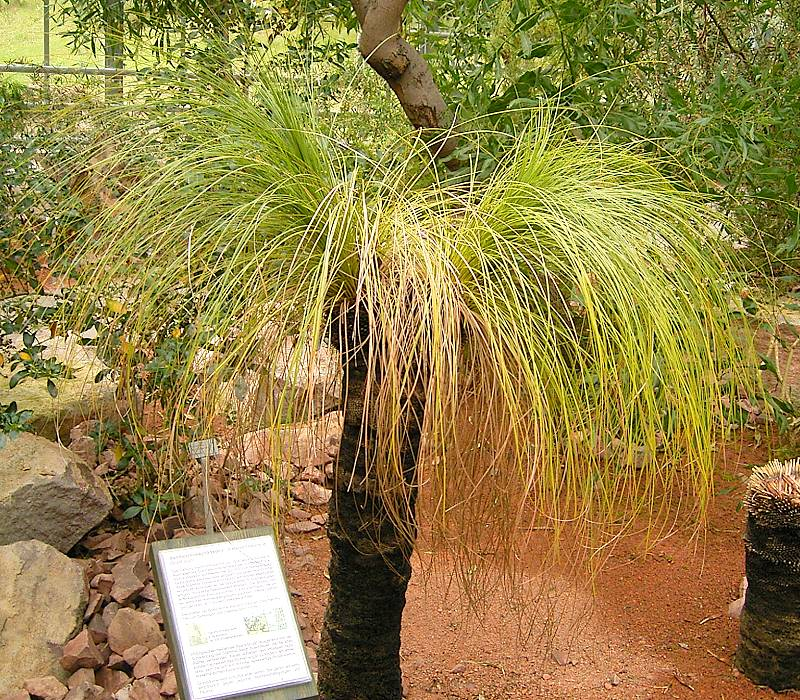
Grasbaum Xanthorrhoea johnsonii im Savannenhaus

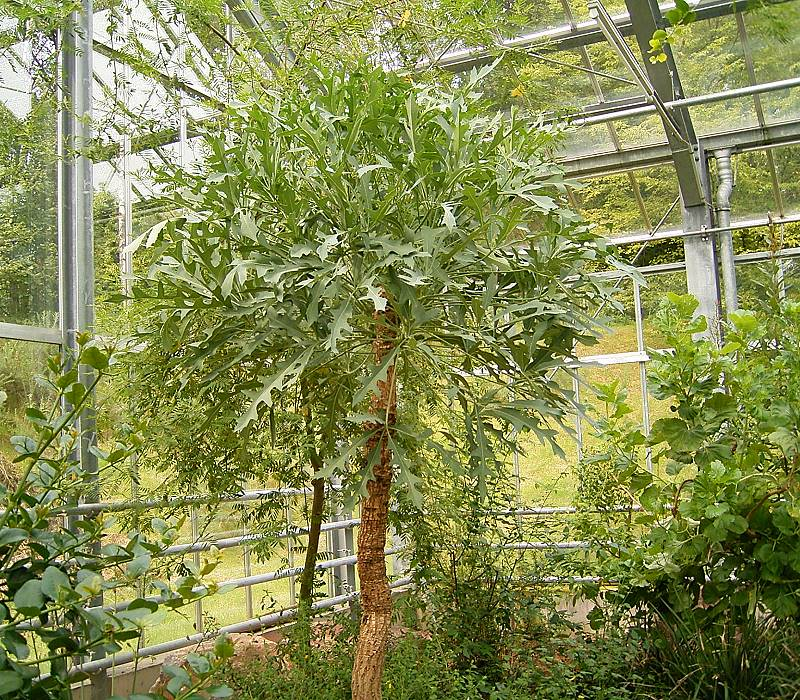
Cussonia paniculata im Savannenhaus

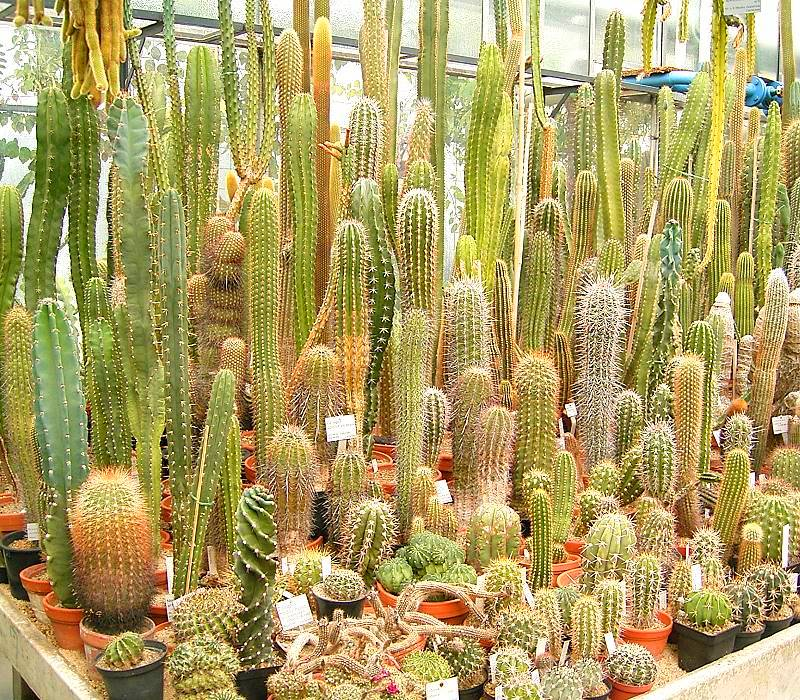
Teil der Kakteensammlung

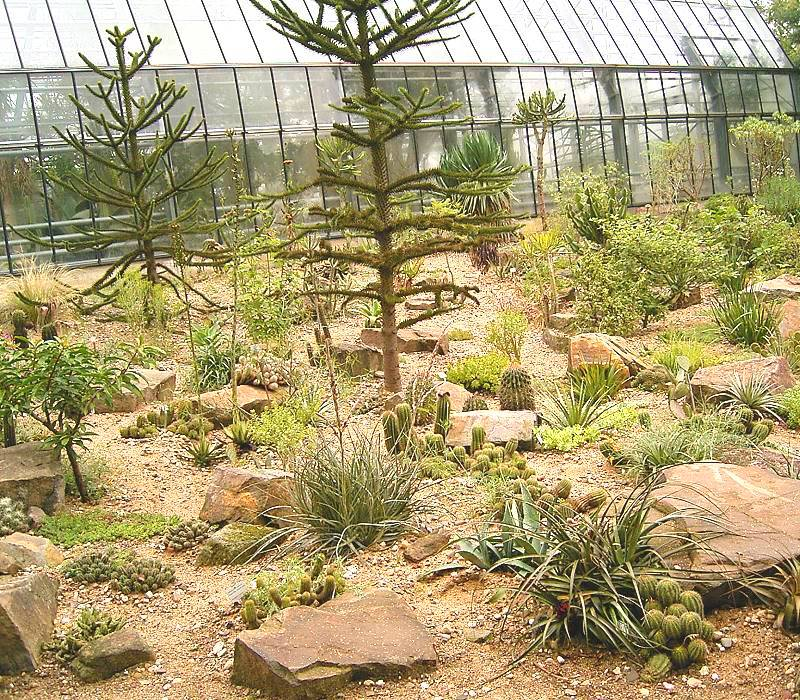
Wüstenlandschaft im Freiland

Der Botanische Garten dient der Biologischen Fakultät der 1962 gegründeten Ruhr-Universität zu Studien- und Forschungszwecken. Einer der wissenschaftlichen Schwerpunkte ist die Erforschung der Evolution der Blütenpflanzen aus den Nadelbäumen. 
Als die Planungen der Ruhr-Universität abgeschlossen waren, und sich gegen verstreute Einzelbauten und für komplexe Hochbauten entschieden wurde, entstand der Plan, die Universität in das „Grüne“ einzubetten. Durch den Botanischen Garten sollte ein fließender Übergang zwischen den Betonbauten der Lehre zum Naherholungsraum des Lotten- und Ruhrtales geschaffen werden. Dies sollte auch den damals im Rahmen der Gesamtplanung neu projektierte Kemnader See anschließen. Realisiert wurde der Garten durch die Planungsgemeinschaft Bödeker, Boyer, Wagenfeld. Die Vorarbeiten begannen 1966.
1967 wurde Karl Esser zum Gründungsdirektor des Botanischen Gartens ernannt, 1968 nahm der Garten offiziell seinen Betrieb auf. Seitdem wurde er ständig erweitert und ausgebaut. Seit 1971 ist er der Öffentlichkeit zugänglich. 1976 wurde das Tropenhaus, 1988 zum Anlass des 20-jährigen Bestehens das Wüstenhaus, 1990 zum Anlass des 25-jährigen Bestehens der Ruhr-Universität der Chinesische Garten und 2001 das Savannenhaus fertiggestellt.

## Daten
Der umzäunte Bereich des Botanischen Gartens nimmt insgesamt eine Fläche von 130.000 m² ein. Die Fläche der Gewächshäuser beträgt etwa 3.500 m². Zu den Besonderheiten gehört der Chinesische Garten, der komplett durch chinesische Fachkräfte im südchinesischen Stil erbaut wurde. Die Zahl der Arten im Botanischen Garten wurde für das Jahr 2011 mit 15.000 angegeben.
Weitere Besonderheiten sind Bereiche für
- Geobotanik (Europa, Asien, Nordamerika)
- Vegetationsgeschichte (Glazial, Postglazial-, Tertiärvegetation)
- Bachlauf
- Schmuckpflanzung
- Gewächshäuser (Tropen-, Savannen, Wüstenhaus)

An Spezialsammlungen sind erwähnenswert:
- Alpine Pflanzen
- Pflanzen der Kanarischen Inseln
- Bromeliengewächse
- Farne
- Palmfarne (Cycadeen)
- Fleischfressende Pflanzen (Karnivoren)
- Moosfarngewächse (Selaginellaceae)
- Steineibengewächse (Podocarpaceae)
- Sukkulente Wolfsmilchgewächse wie Euphorbien und Jatrophas
- Sukkulenten Madagaskars

Gewächshäuser, Terrassen, Waldgebiete und Wiesen sind in die natürliche Umgebung eingebettet und bieten so auch vielen Tieren einen erweiterten Lebensraum.

## Gewächshäuser
Die vier Schaugewächshäuser sind über eine zentrale Eingangshalle miteinander verbunden, die über Schautafeln und einen Informationstisch verfügt.

### Tropenhaus
Das Tropenhaus mit 17 Meter Höhe und 713 m² Größe vermittelt dem Besucher den Eindruck, sich mitten in einem Dschungel zu befinden. Neben einem kleinen Bachlauf enthält es große Bäume, Kräuter, Bananenstauden, Kaffeesträucher und andere Nutzpflanzen der tropischen Regenwälder. Außerdem findet während des Sommers ein stattlicher Titanenwurz seinen Platz an einer Ecke des Schwimmpflanzenbeckens. Am Boden laufen tropische Straußwachteln frei durch das Haus.

### Wüstenhaus
Im Wüstenhaus finden sich Pflanzen trockener tropischer und subtropischer Regionen Madagaskars, Afrikas und Amerikas in geographisch geordneten Bereichen. Hier kann man die ähnliche Entwicklung der Wuchsformen (Konvergenz) bei Pflanzen aus unterschiedlichen Verwandtschaftskreisen als Folge des Einflusses vergleichbarer klimatischer Bedingungen betrachten. Neben vielen Sukkulenten sind auch reichlich krautige Pflanzen der Begleitvegetation vorhanden. Neben Raritäten werden auch riesige, baumförmige Sukkulenten dargestellt, die man sonst nur als Miniaturausgaben vom Fensterbrett kennt.

### Savannenhäuser
Die beiden zuletzt fertiggestellten Savannenhäuser, die sich zwischen Tropen- und Wüstenhaus befinden, zeigen Hartlaubgebüsche aus Südafrika und Australien mit ihrer Begleitvegetation. Neben vielen Eukalyptusarten sind dort als besondere botanische Kostbarkeiten u. a. australische Grasbäume (Xanthorrhoea) und eine baumförmige Cussonia zu sehen.

### Nicht öffentliche Gewächshäuser
Der Gang, der vom Tropenhaus ausgeht, verbindet die nicht öffentlichen Anzucht-Gewächshäuser miteinander. Der Gang selbst ist öffentlich zugänglich und beherbergt verschiedene Palmen und Palmfarne sowie Vitrinen mit Orchideen, Bromelien und Sukkulenten.

## Außenanlagen
Den Südteil des Botanischen Gartens nimmt die geobotanische Abteilung ein. Hierbei handelt es sich um ein Gebiet mit typisch europäischen Biotopen, wie verschiedene Waldgesellschaften und Vertreter der Heide- und Küstenvegetation. Diese werden durch Wiesen, Steppen, Moore und Waldbaumarten ergänzt. Ein Bachlauf mit Teichen verbindet weitere Pflanzengesellschaften Mitteleuropas. Einen großen Anteil an der geobotanischen Abteilung haben die Bereiche Nordamerika und Asien, in denen winterharte Gehölze dieser Regionen dargestellt werden. Die Abteilung Vegetationsgeschichte informiert über die Entwicklung der Vegetation seit dem Tertiär.
Um das Wüstenhaus und besonders auf dessen Südseite ist im Sommer eine etwa 400 m² große Steppen- und Wüstenlandschaft nachgebildet, indem als Kübelpflanzen gehaltene Sukkulenten im Sommer in den Sandboden eingelassen werden. Als weitere Reviere sind das nach geographischen Gesichtspunkten aufgeteilte Alpinum, Gift- und Nutzpflanzenbeete, eine Morphologieabteilung und verschiedene Rabatten mit Zierpflanzen zu nennen.

## Der Chinesische Garten

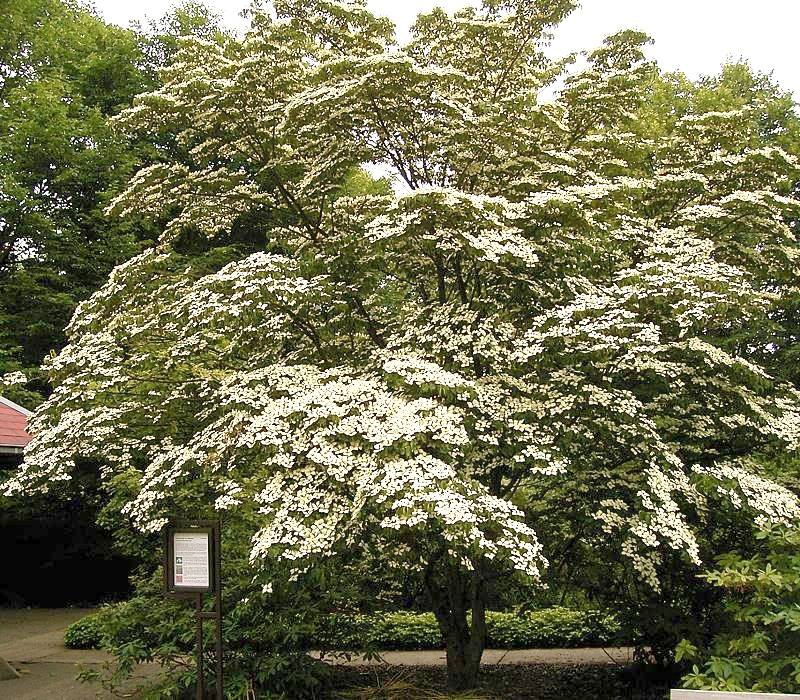
Cornus kousa var. chinensis im chinesischen Wald

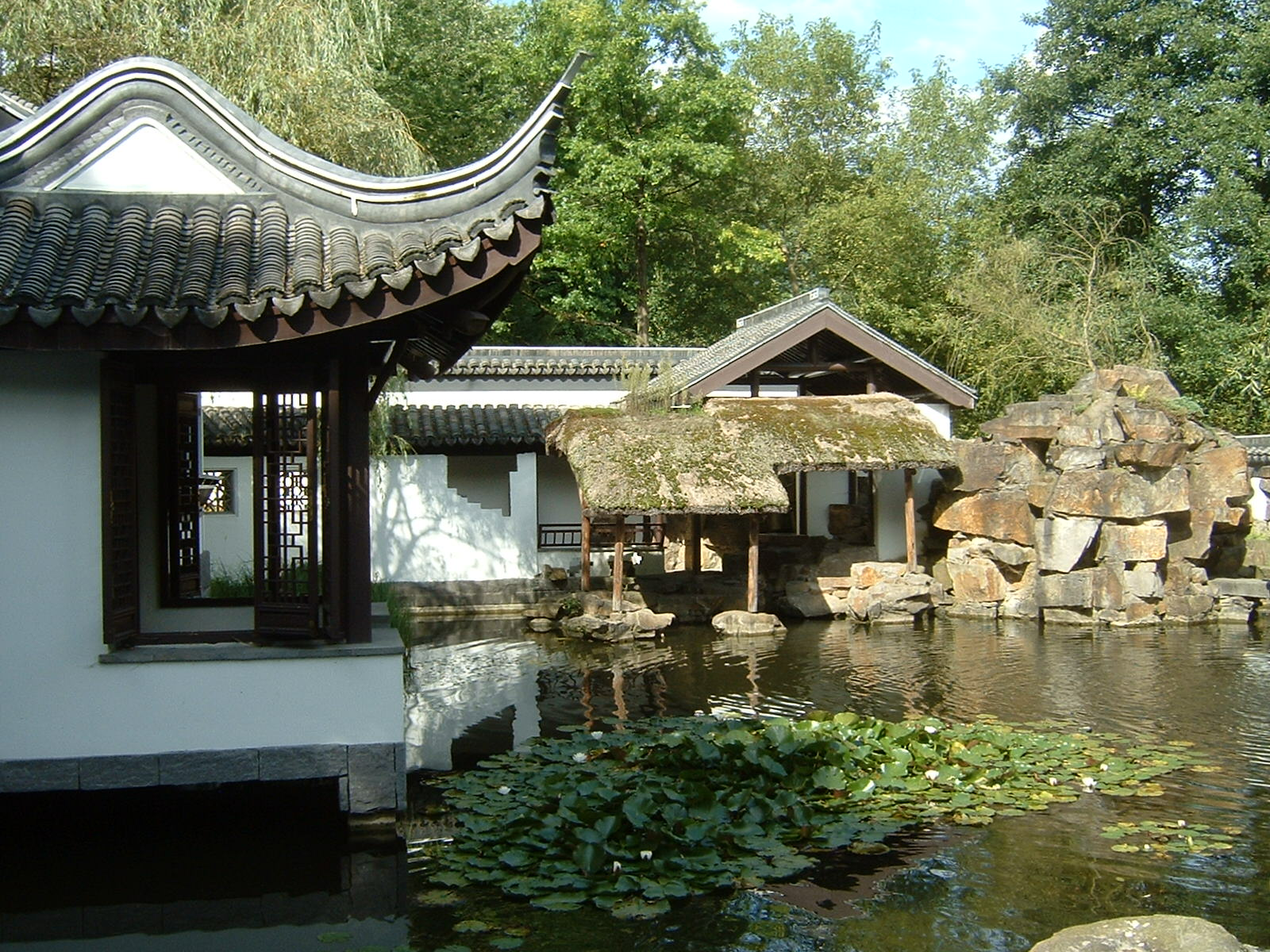
Auf dem Weg durch den Garten

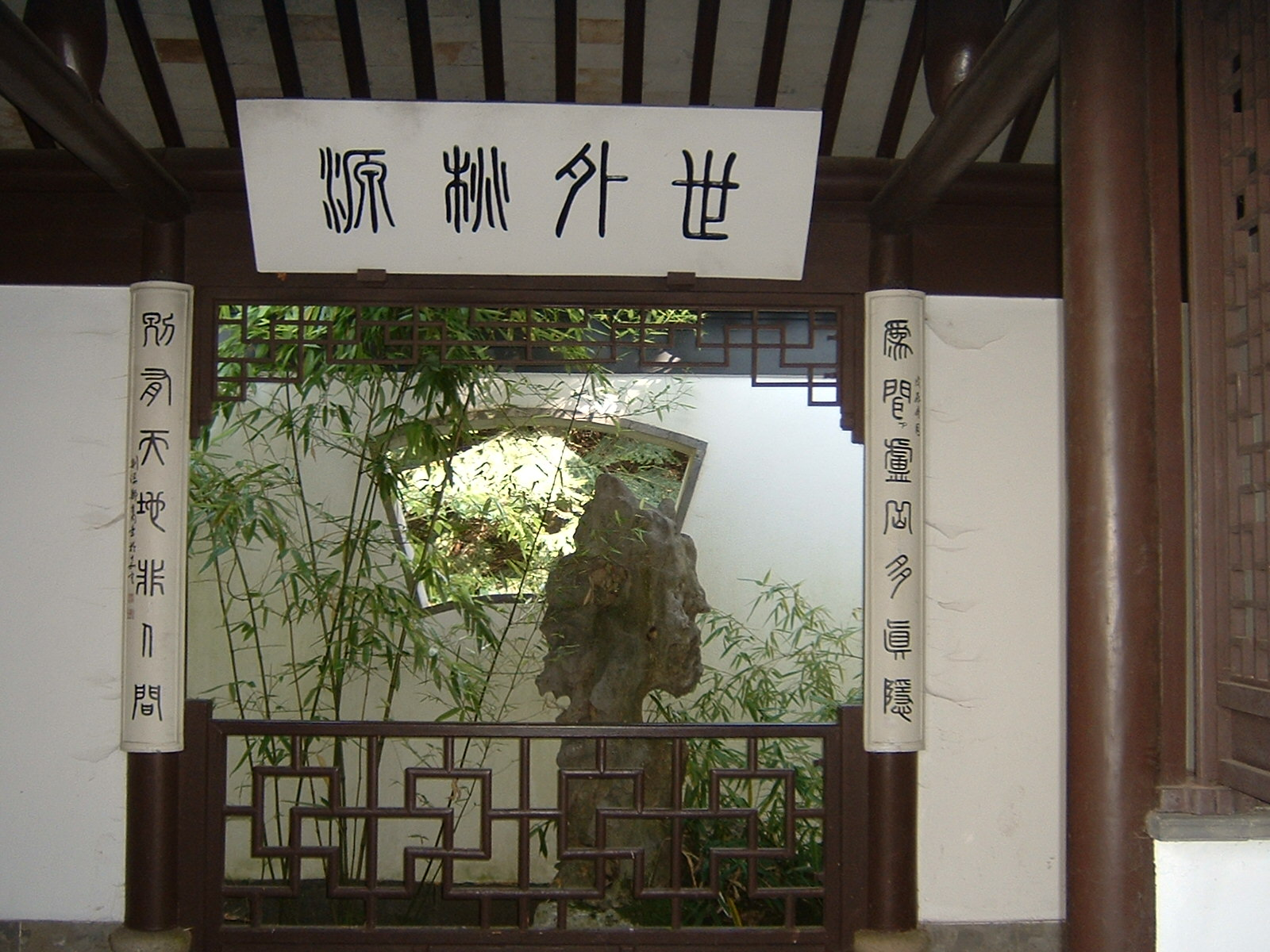
Südchinesische Architektur im Chinesischen Garten

### Erstellung
Der Chinesische Garten Bochums mit dem Namen Qian Yuan (chinesisch 潛園, Pinyin Qiányúan – „Qians Garten“) ist als Garten im Garten im unteren Hangbereich des Botanischen Gartens konzipiert und vollständig von einer Mauer umgeben. Der Zugang erfolgt über Trittplatten in einem Eingangsbassin; die Anlage selbst umfasst 1000 m², wobei ein Teich die Hälfte dieser Fläche einnimmt. Dieses Beispiel für chinesische Gartenkunst stiftete die Tongji-Universität Shanghai der Ruhr-Universität als Zeichen der Freundschaft. Chinesische Architekten und Handwerker gestalteten ihn 1990 (Eröffnung am 29. November 1990) nach Entwürfen des chinesischen Architekten Zhang Zhenshan aus originalen Bauteilen, die über den Seeweg transportiert wurden. Beim Aufbau wurden 600 Tonnen Gestein unter Anleitung chinesischer Spezialisten zu Felsformationen aufgetürmt und mit Mauerdurchlässen, Terrassen und Pavillons versehen.
Im Jahr 2001 sanierten chinesische Facharbeiter den Garten in vier Monaten grundlegend, da insbesondere konstruktiv tragende Hölzer auf Grund eines Pilzbefalls vom Zerfall bedroht waren und die Dachziegel Frostschäden aufwiesen, so dass die Anlage vorübergehend geschlossen werden musste. Am 18. Oktober 2001 erfolgte die Wiedereröffnung des Gartens.

### Stil
Grundsätzlich gibt es zwei stilistische Ausprägungen in der Gartenbaukunst Chinas. Der Nordchinesische oder Imperiale Stil bezeichnet weitläufige Anlagen unter Verwendung wertvoller Materialien wie Marmor oder in unterschiedlichen Farben glasierter Dachziegel. Der Chinesische Garten der Ruhruniversität Bochum ist demgegenüber der einzige Garten Deutschlands, der im Südchinesischen Stil ausgeführt wurde. Dieser Stil steht für einfache Materialien wie Naturstein, Holz, einfarbige Ziegel als auch für zurückhaltende Farbgestaltung und wird von hochrangigen Beamten, Gelehrten und Künstlern bevorzugt. Er orientiert sich an südchinesischen Hausgärten und soll den Eindruck hervorrufen, als seien die eingesetzten Landschaftselemente wie Wasser, Felsen, Erhebungen und die Terrainausprägung bereits durch die Natur vorgegeben und vorhanden gewesen. Deshalb wurden auch in Bochum diese schlichten Materialien und zurückhaltende Farben (Weiß, Schwarz, Braun, Grau und Dunkelrot) eingesetzt.
Das Prinzip des Gartens folgt der Philosophie, dass Ruhe und Bewegung der Natur architektonisch zu einem Ganzen verwoben werden: das Wasser in ruhiger Form als Teich oder Brunnen, bewegt als Quelle oder Wasserfall. Wandelgänge durchziehen die gesamte Anlage und führen zu kleinen Pavillons, deren geschwungen auslaufenden Dachflächen mit handgearbeiteten Ziegeln gedeckt wurden.

### Rundgang
Schon außerhalb der chinesischen Natursteinmauern soll der Besucher auf die Schlichtheit der südchinesischen Gestaltkunst meditativ eingestimmt werden. Dieses wird architektonisch durch kunstvoll gestaltete, teils runde, aber auch durchbrochene Wandöffnungen erreicht, die als eine Verbindung zwischen Innen und Außen auf die Besonderheit des „Gartens im Garten“ hinweisen sollen.
Auf großen Trittsteinplatten über einem Zugangsbassin gelangt der Besucher durch eine hölzerne Flügeltür in die kleine Eingangshalle. Zur Linken führt ein gewundener Wandelgang in den Garten – über eine kleine Brücke zur geräumigen Haupthalle. Von dort aus hat der Besucher Aussicht über einen Großteil des Gartens. Von der Haupthalle führen ein paar Steinstufen hinunter zum Wasserpavillon.
Vom rückwärtigen Teil der Haupthalle zweigt ein kleinerer Wandelgang ab, der den Besucher an vier großflächigen Gartendarstellungen (Grundrisse und Perspektivdarstellungen) in Form von Steinrelief-Arbeiten vorbei zu einem antiken Brunnen führt. Mit jahreszeitlich abgestimmten Blumen soll hier die Illusion dörflichen Stilllebens erzeugt werden.
Das nächste sich bietende Bild auf dem Weg – schroffe Felsen und eine Hütte mit niedrigem Strohdach direkt am Wasser – erinnert an eine alte Fährstelle. Nachdem man an einigen hoch aufgetürmten Felsen mit ein paar Bergpfaden vorbeigekommen ist, scheint der Weg plötzlich vor einer Felswand zu enden und führt doch weiter in eine dunkle Quellhöhle. Danach tritt der Besucher wieder ins Licht. Auf dem Wandelweg kommt er schließlich zum kleinen Insel-Pavillon mit sechseckigem Grundriss, von wo aus der Blick noch einmal die gesamte Gartenanlage umfasst.

### Bedeutung des Namens
Der Gartenname Qians Garten geht auf Tao Qian (365–427 n. Chr.) zurück, einen bekannten Schreiber, dessen Bericht vom Pfirsichblütenquell sich seit Jahrhunderten in China großer Beliebtheit erfreut. In dieser Erzählung verirrt sich ein Fischer in ein Traumland namens „Pfirsichblütenland“. Dort führen die Menschen ein harmonisches und sorgenfreies Leben in einer wundervollen Umgebung. Tao Qian beschreibt auf diese Weise seine Hoffnung auf eine ideale Gesellschaft und die Sehnsucht nach einem harmonischen Leben in Einklang mit der Natur. Im Sinne dieser Philosophie errichteten die Architekten des Qian Yuan in Bochum den Garten.

### Vandalismus
In der Nacht zum 24. März 2015, nur etwa ein Jahr nach der aufwendigen Restaurierung des Gartens, zerstörten unbekannte Täter weite Teile des Chinesischen Gartens. Viele Elemente wurden herausgerissen und in den zentralen Teich geworfen. Kurz nach der Aktion waren viele Studenten der Universität sowie Freunde des Gartens bereit zu spenden, sodass die Wiedereröffnung bereits am 16. Mai 2015 mit der ersten öffentlichen Führung des Jahres stattfinden konnte.